# Old Alabama
«Old Alabama» — песня американского кантри-певца и автора-исполнителя Брэда Пейсли, вышедшая 29 марта 2011 года в качестве второго сингла с его 8-го студийного альбома This Is Country Music (2011) при участии легендарной кантри-группы Alabama. Авторами песни выступили Brad Paisley, Chris DuBois, Dave Turnbull, Randy Owen. Сингл получил золотой статус от Recording Industry Association of America.

## История
«Old Alabama» достиг позиции № 1 в американском хит-параде кантри-музыки Billboard Hot Country Songs (17-й чарттоппер певца в этом основном хит-параде жанра кантри-музыки), и позиции № 38 Billboard Hot 100.
Песня получила положительные отзывы музыкальных критиков: Roughstock, Engine 145.

## Музыкальное видео
Режиссёром музыкального видео выступил Jim Shea, а премьера состоялась в мае 2011. Клип снимали в Калифорнии

## Чарты

### Еженедельные чарты
| Чарт (2011)                         | Высшая позиция |
| ----------------------------------- | -------------- |
| Канада (Billboard Canadian Hot 100) | 41             |
| США (Billboard Hot 100)             | 38             |
| США (Billboard Hot Country Songs)   | 1              |

### Итоговые годовые чарты
| Чарт (2011)                  | Позиция |
| ---------------------------- | ------- |
| US Country Songs (Billboard) | 41      |